# Bố thí

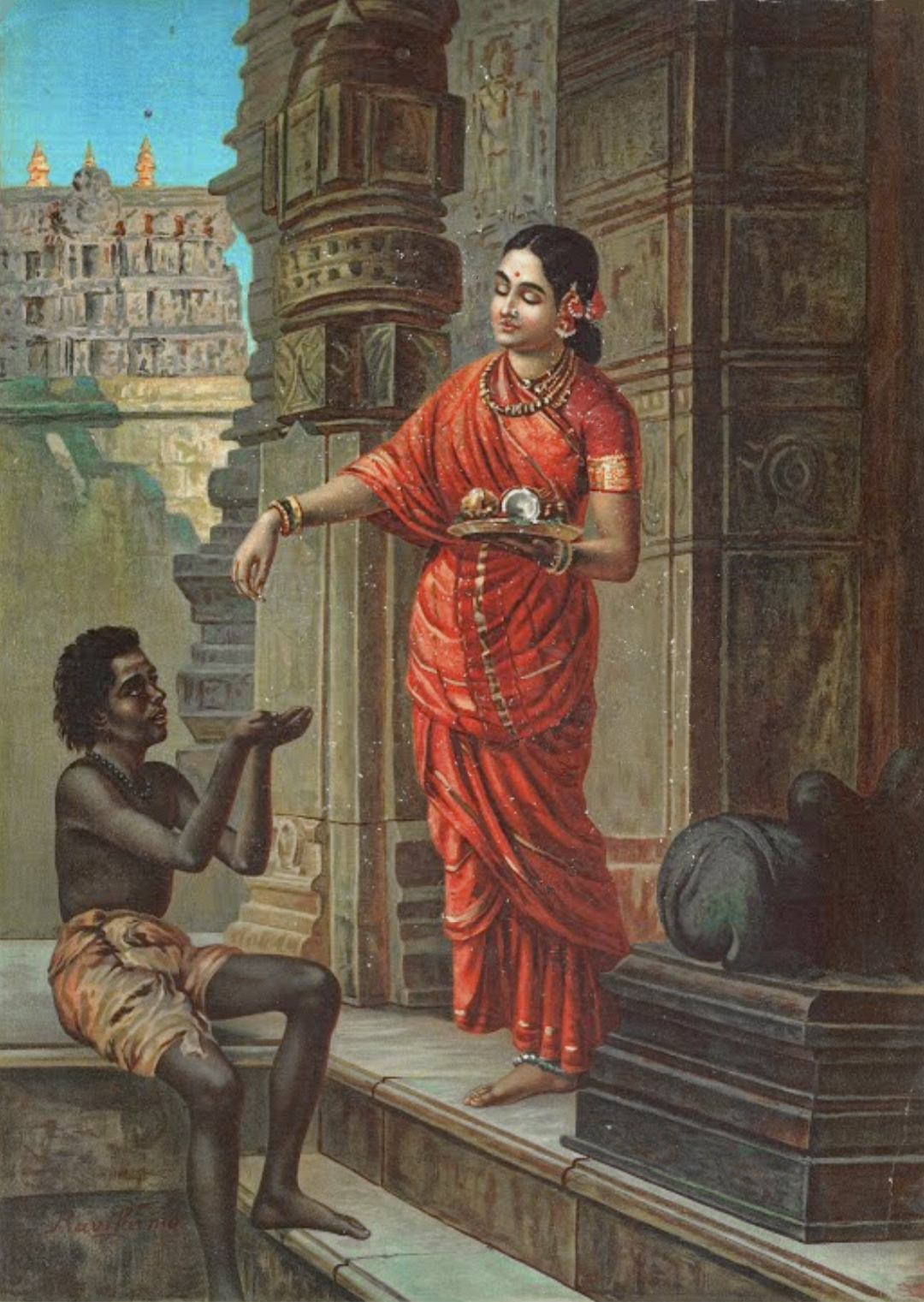
Tranh vẽ cảnh một phụ nữ Ấn Độ đang bố thí

Bố thí (tiếng Phạn: dāna; tiếng Trung: 布施) là hành động hiến tặng vật chất, năng lực hoặc trí tuệ cho người khác. Trong Ấn Độ giáo, Phật giáo, Kỳ Na giáo và đạo Sikh, bố thí (Dāna) là việc thực hành nuôi dưỡng sự hào phóng, rộng lượng. Nó có thể dưới hình thức trao tặng cho một cá nhân đang gặp khó khăn hoặc cần giúp đỡ, hoặc các dự án công cộng từ thiện nhằm trao quyền và giúp đỡ nhiều người. Dāna là một thực hành cổ xưa trong truyền thống Ấn Độ, bắt nguồn từ truyền thống Vệ Đà. Các ghi chép lịch sử, chẳng hạn như ghi chép của nhà sử học Ba Tư Abū Rayḥān al-Bīrūnī, người đã đến thăm Ấn Độ vào đầu thế kỷ 11, cho thấy dāna là một tập tục thời cổ đại và trung cổ trong các tôn giáo Ấn Độ. Dāna đã được định nghĩa trong các văn bản truyền thống, là một hạnh trong Ba-la-mật-đa,  là "bất kỳ hành động từ bỏ quyền sở hữu đối với những gì một người được coi hoặc được xác định là của riêng mình và đầu tư tương tự vào người nhận mà không mong đợi nhận lại bất cứ điều gì". Điều này có thể được đặc trưng bởi sự rộng lượng không ràng buộc và vô điều kiện, cho đi và buông bỏ.. Bố thí chỉ về hành động thiện nguyện, còn các vật phẩm được cho đi gọi là của bố thí. 
 Đây là một bài viết bách khoa có tên Bố thí. Về nghĩa của từ này, xem Bố thí tại Wiktionary.

## Phật giáo

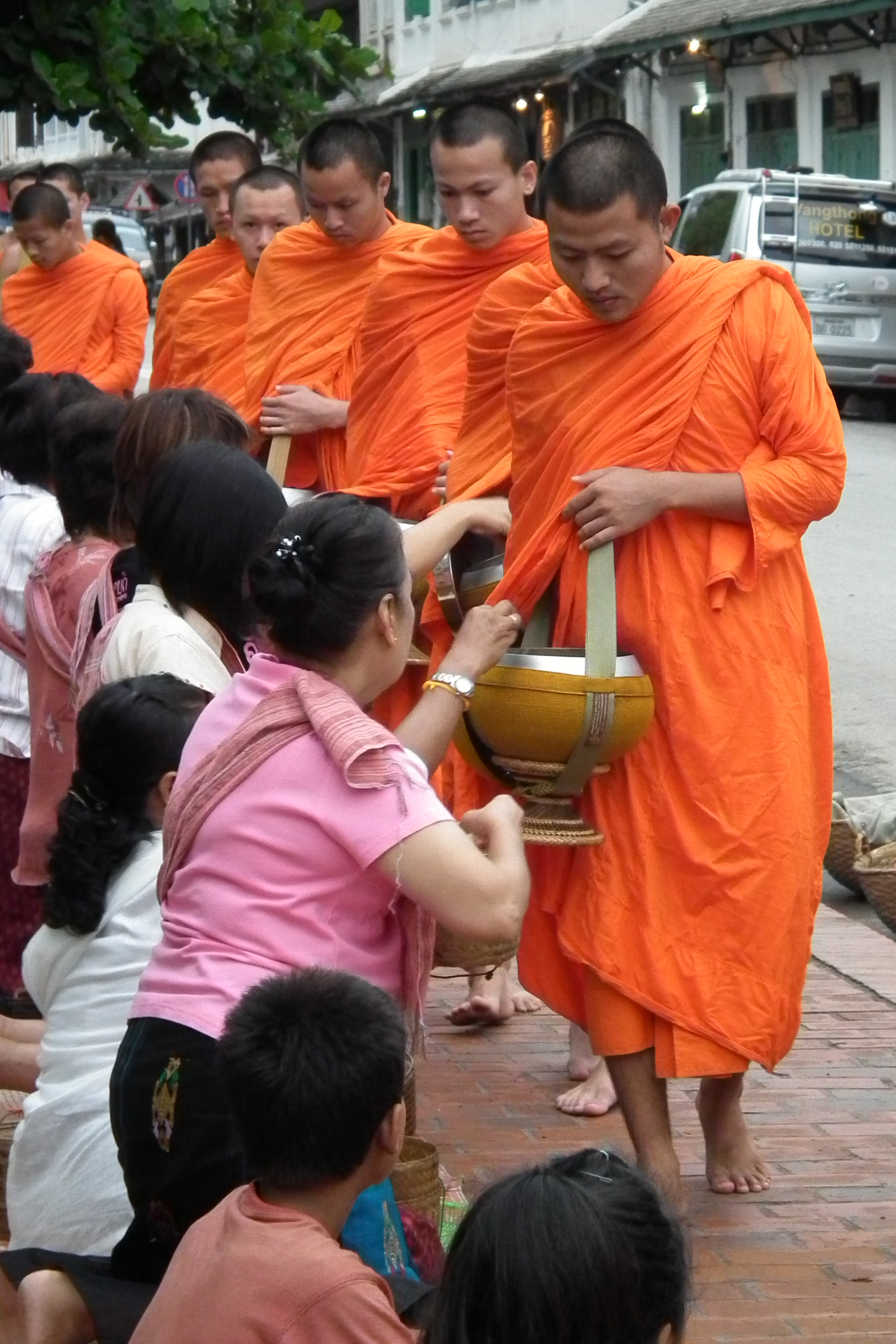
Các tăng sĩ khất thực tại Luang Prabang, Lào

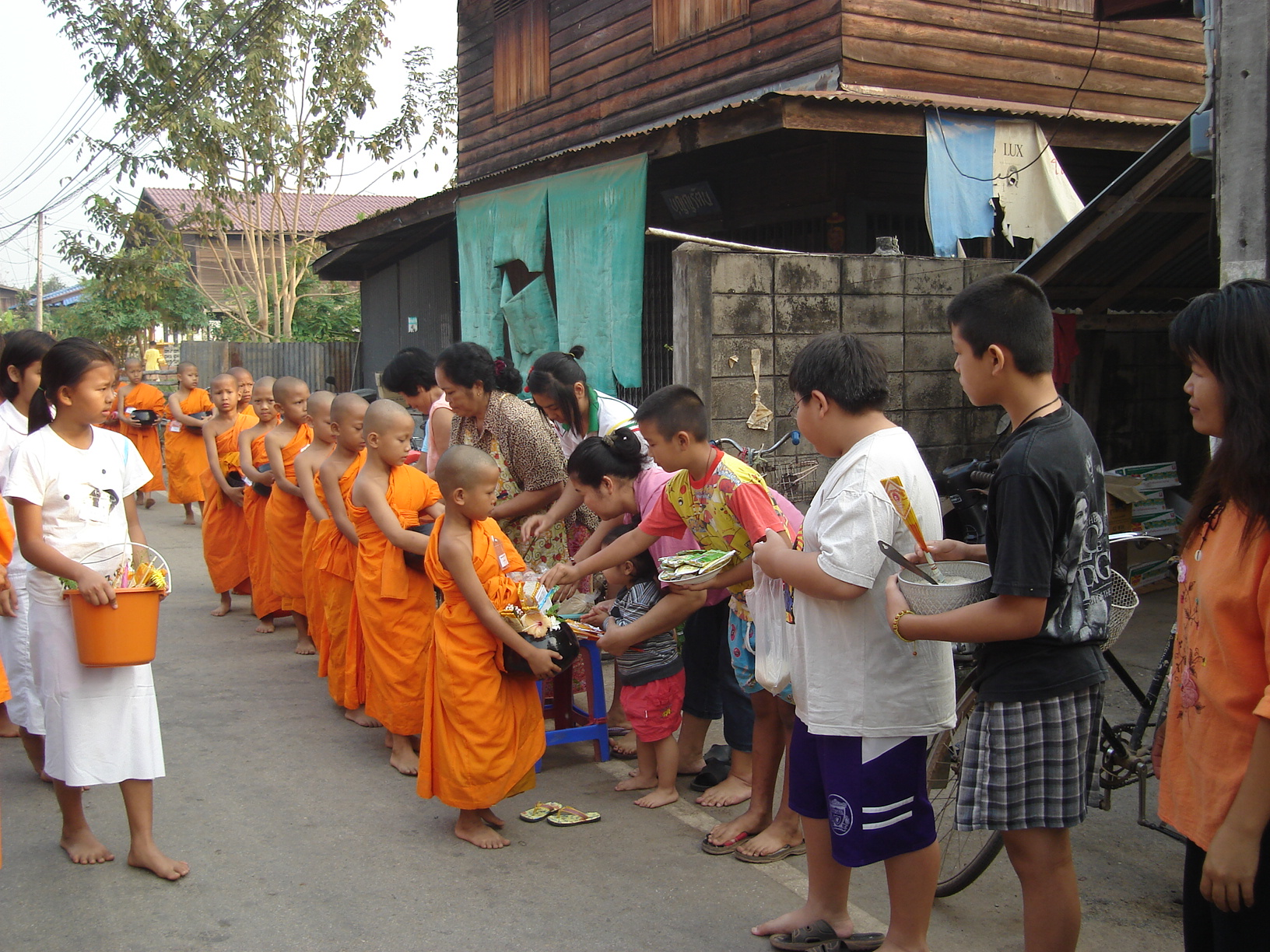
Người dân bố thí thức ăn cho các tiểu tăng tại Thái Lan

Theo chiết âm Hán Việt, bố (布) = Phân tán, ban phát cho khắp nơi, cho hết - thí (施) = giúp, cho. Trong Phật giáo, được xem là hạnh quan trọng nhất trong Phật pháp. Bố thí là một trong sáu hạnh Ba-la-mật-đa (Lục độ), một trong Thập tùy niệm (pi. anussati) và là một đức hạnh quan trọng để nuôi dưỡng Công đức (sa. puṇya). Việc thực tập tâm từ bi (lòng thương người) là một hình thức phổ biến của Thiền trong Phật giáo, và là một phần của tứ vô lượng.
Trong Phật giáo Nguyên thủy, bố thí được xem là phương tiện để đối trị tính tham ái, vị kỉ và được thực hành để tránh khổ đau của đời sau. Theo Đại thừa, bố thí là biểu hiện của lòng Từ bi và là phương tiện để dẫn dắt chúng sinh đến giác ngộ. Hành động bố thí thức ăn cho các vị Khất sĩ hiện nay vẫn còn phổ biến tại các nước theo Phật pháp Nam truyền. Phật tử tại các nước này cúng tặng tiền bạc và phẩm vật cho chùa chiền và tăng sĩ, ngược lại các vị tỉ-khâu "bố thí" Phật pháp, hướng dẫn tu học. Hành động này cũng được xem là để nuôi dưỡng phúc đức.
Trong Phật giáo, các nam tu và nữ tu theo truyền thống sống bằng cách khất thực (xin ăn), giống như chính Đức Phật Gautama đã từng làm trong lịch sử. Đây là một trong những lý do khác, để giáo dân có thể có được công đức tôn giáo bằng cách tặng thực phẩm, thuốc men và các vật dụng thiết yếu khác cho các nhà sư. Các nhà sư hiếm khi cần nài xin thức ăn; tại các ngôi làng và thị trấn trên khắp Myanmar, Thái Lan, Campuchia, Lào và các quốc gia Phật giáo khác, vào lúc bình minh mỗi sáng các hộ gia đình thường đi xuống đường đến ngôi đền địa phương để cung cấp thức ăn cho các nhà sư. Ở các nước Đông Á, các tu sĩ nam và nữ thường sẽ làm ruộng hoặc làm việc để nuôi sống bản thân.
Riêng tại Việt Nam hiện nay, nội quy Ban Tăng sự Trung ương Giáo hội Phật giáo Việt Nam có quy định: "Cương quyết ngăn chặn hành vi khất thực phi pháp, lợi dụng hình thức tu sĩ Phật giáo để làm trái với truyền thống của đạo Phật...". Các hệ phái Phật giáo Nguyên thủy và Khất sĩ từ lâu cũng đã tạm đình chỉ việc khất thực của quý sư nhằm ngăn chặn tệ nạn sư giả lợi dụng khất thực để trục lợi.